# Pagoda w Mingwan
Pagoda w Mingwan (birm. မင်းကွန်းပုထိုးတော်ကြီး /mɪ́ɴɡʊ́ɴ patʰóu dɔ̀ dʑí/, ang. Mingun Pahtodawgyi lub Mingun Pagoda; dosłowne polskie tłumaczenie nazwy to Wielka Królewska Pagoda w Mingwan) – budowana w latach 1791-1812, ale nie ukończona pagoda w Mingwan – miejscowości położonej na zachodnim brzegu Irawadi w prowincji Sikong w Mjanmie (dawna nazwa: Birma), ok. 11 km na północ od Mandalaj. W zamierzeniu jej pomysłodawcy miała być największą pagodą na świecie mierząc około 170 metrów wysokości. Jest największym pod względem kubatury budynkiem sakralnym Azji wzniesionym z cegły.

## Opis
Pagodę wzniesiono na wzgórzu nad brzegiem Irawadi. Po obu stronach prowadzącej do niej drogi wybudowano dwa olbrzymie (ok. 29 m wysokości) lwy (chinthe). Wykonano je z cegły pokrytej gipsem, z wyjątkiem oczu i zębów, które wyrzeźbiono w marmurze. Trzęsienie ziemi, które uszkodziło pagodę zniszczyło też obydwa lwy, z których pozostały jedynie tylne części tułowia. Platforma, na której wzniesiono pagodę ma kształt kwadratu o boku długości ok. 140 metrów. Sam budynek wzniesiono także na planie kwadratu o boku ok. 73 metrów.

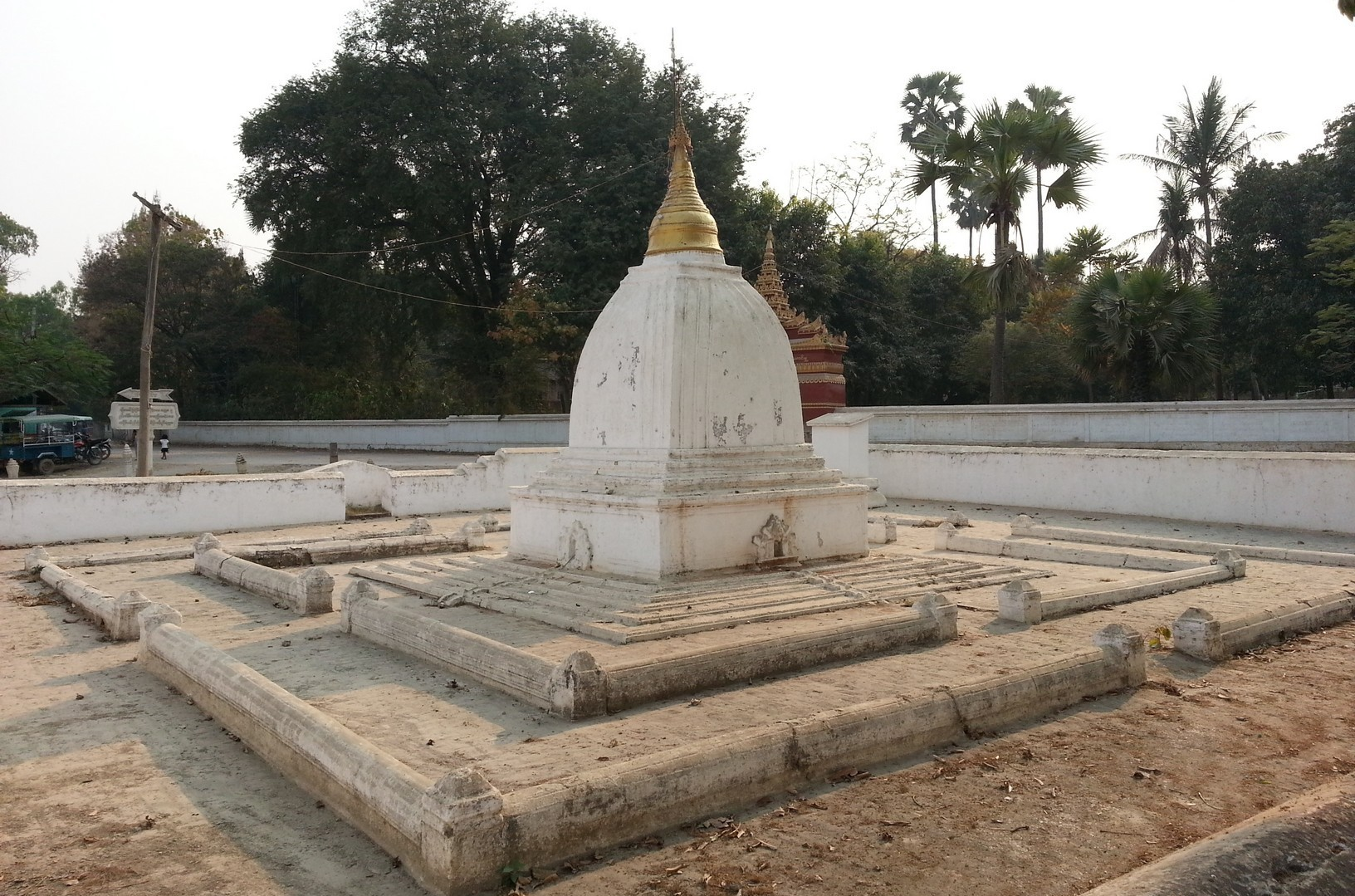
Makieta Pagody

Do budowy wykorzystano wyrabiane na miejscu cegły. W celu wzmocnienia bryły budowli opasano ją żelaznymi łańcuchami umieszczonymi w wykonanych dla nich zagłębieniach i pokrytymi warstwą gipsu. Jest to jedyny znany przypadek wykorzystania łańcuchów do wzmocnienia budowli w architekturze birmańskiej. Na środku każdej ze ścian znajdują się wejścia do sklepionych sal, które miały być miejscem składania ofiar i odbywania ceremonii. Dziś używana jest jedynie wschodnia sala, zlokalizowana od strony rzeki.
Wielka Królewska Pagoda w Mingwan miała, podobnie jak inne stupy, pełnić funkcję relikwiarza - złożone w niej relikwie nie miały być przez wiernych oglądane, a jedynie czczone z zewnątrz. W 1797 roku zostały one umieszczone w specjalnych komorach w litym, ceglanym wnętrzu pagody na najwyższym z tarasów, przy czym największe i położone najbardziej centralnie z tych komór przeznaczone zostały na relikwie składane przez króla, a mniejsze i położone bocznie - na dary jego dworzan. Według jednej z kronik relikwii tych - m.in. złotych i srebrnych wizerunków Buddy, jego matki i syna oraz wizerunków króla i jego rodziny - jest około 40.000. Największą wartość religijną spośród tych relikwii ma kopia zęba Buddy otrzymana przez Bodawpayę w roku 1789 od cesarza Chin. Jednym z darów złożonych w komorach miała być też maszyna do wytwarzania wody sodowej skonstruowana przez Josepha Priestleya. Komory relikwiarzy zakryte zostały ołowianymi belkami, na których spoczęły kamienne płyty i warstwa ciemnej rudy miedzi.
Do chwili przerwania budowy wzniesiono około 1/3 planowanej wysokości budynku - istniejąca dziś ruina mierzy około 50 metrów. O tym jak miała wyglądać całość daje pewne wyobrażenie znajdująca się w jej sąsiedztwie makieta, która jednak powstała prawdopodobnie dopiero po porzuceniu budowy. Nie zachowały się plany ani małe makiety z okresu budowy, choć wiadomo, że budowniczowie się nimi posługiwali. Niektórzy historycy podważają przekonanie o nieukończeniu budowli twierdząc, że osiągnęła ona kształt i rozmiary, jakie dla niej zaplanowano. Ma o tym świadczyć między innymi wielki (15 m) ceglany słup, jaki wybudowano na jej szczycie. Choć jego rola nie jest znana, został on starannie wykończony, co sugeruje, że miał być stale widoczny. Podczas trzęsienia ziemi w 1839 roku zapadł się on w głąb budowli tak, że obecnie na jej szczycie widoczny jest jedynie jego fragment 

## Historia
Król Birmy Bodawpaya starał się odzyskać popularność traconą w efekcie nieudanej kampanii syjamskiej realizując projekty budowlane na wielką skalę. Projekty te, to olbrzymia pagoda, wielki dzwon dla niej, gigantyczne lwy (chinthe) mające jej strzec oraz wielki zbiornik wodny. W 1791, zmęczony dworskim życiem, przekazał on zarządzanie królestwem w ręce swego syna, księcia koronnego Thado Minsawa, a sam opuścił pałac w Amarapurze, przywdział żebracze szaty i osiadł w Mingwan, gdzie osobiście nadzorował budowę.  
Budowę rozpoczął Bodawpaya kładąc własnoręcznie 9 stycznia 1791 roku złote i srebrne cegły jako zaczątek fundamentów. Do prac budowlanych zatrudniono około 20 tysięcy ludzi. Ze względu bardzo niskie płace i panującą w okolicach Mingwan malarię duża część robotników, przede wszystkim Arakańczyków, pracowała przymusowo. 20 stycznia 1794 roku rozpoczęła się budowa olbrzymich chinthe. W trakcie budowy wypalono też około 2000 glazurowanych płytek, które miały być umieszczone w niszach przygotowanych dla nich na najwyższych dwóch tarasach budynku. Te z nich, które przedstawiały sceny z Dżataki zostały skopiowane z płytek zdobiących świątynię Ananda w Paganie. Rysunek każdej skopiowanej płytki został skontrolowany przez królewskiego doradcę duchowego pod kątem zgodności z treścią pism buddyjskich. Z nieznanego powodu płytki nie znalazły się w przeznaczonych dla nich niszach, a do naszych czasów przetrwało tylko kilkaset z nich.
Powód przerwania budowy nie jest znany. Kroniki nie podają też, kiedy zarzucono prace przy budowie pagody – we współczesnych źródłach można znaleźć daty od 1797 do 1812 roku. Opis Hirama Coxa, który odwiedził budowę w roku 1797 przedstawia pagodę w takiej formie, w jakiej znamy ją dzisiaj. Jednak dworskie dokumenty mówią o pracach toczących się jeszcze na początku XIX wieku; ostatnia wzmianka o takich pracach pochodzi z listopada 1811 roku. Seria trzęsień ziemi z roku 1812 spowodowała powstanie pęknięć budowli, co mogło stać się powodem do zarzucenia planów wzniesienia na jej szczycie stupy.
23 marca 1839 roku silne trzęsienie ziemi spowodowało głębokie pęknięcia bryły budowli i zniszczenie obydwu chinthe. Uszkodziło też ono zawieszony w jej sąsiedztwie wielki dzwon.

## Legendy
W budowie Pagody miał pomagać król natów Thagyamin. Według legendy rozpowszechnianej w trakcie budowy przez dworzan i samego króla, Thagyamin posyłał nocami anioły, które niezauważone przez nikogo posuwały prace budowlane do przodu.
Inna legenda wyjaśnia przyczynę przerwania budowy pagody. Gdy osiągnęła ona 1/3 zaplanowanej wysokości po kraju miała zacząć rozpowszechniać się przepowiednia, wedle której chwila ukończenia budowy ma zbiec się w czasie z upadkiem królestwa. Przepowiednię tę król miał potraktować bardzo poważnie - identyczna przepowiednia związana z budowaną na polecenie króla Narathihapate pagodą Mingalazedi spełniła się: po zakończeniu budowy rozpoczęły się mongolskie najazdy, które doprowadziły do upadku Królestwa Paganu.

## Inne informacje
Ruch turystyczny do Mingwan obsługiwany jest głównie przez promy kursujące między tą miejscowością a Mandalaj, choć możliwy jest też dojazd drogą prowadzącą z Sikongu. Pagoda znajduje się na terenie Strefy Archeologicznej Sikong-Mingwan (ang. Sagaing-Mingun Archeological Zone). Bilet upoważniający do zwiedzania obiektów należących do tej strefy kosztował na początku 2016 roku 5000 kiatów (ok. 4$).

## Galeria obrazów

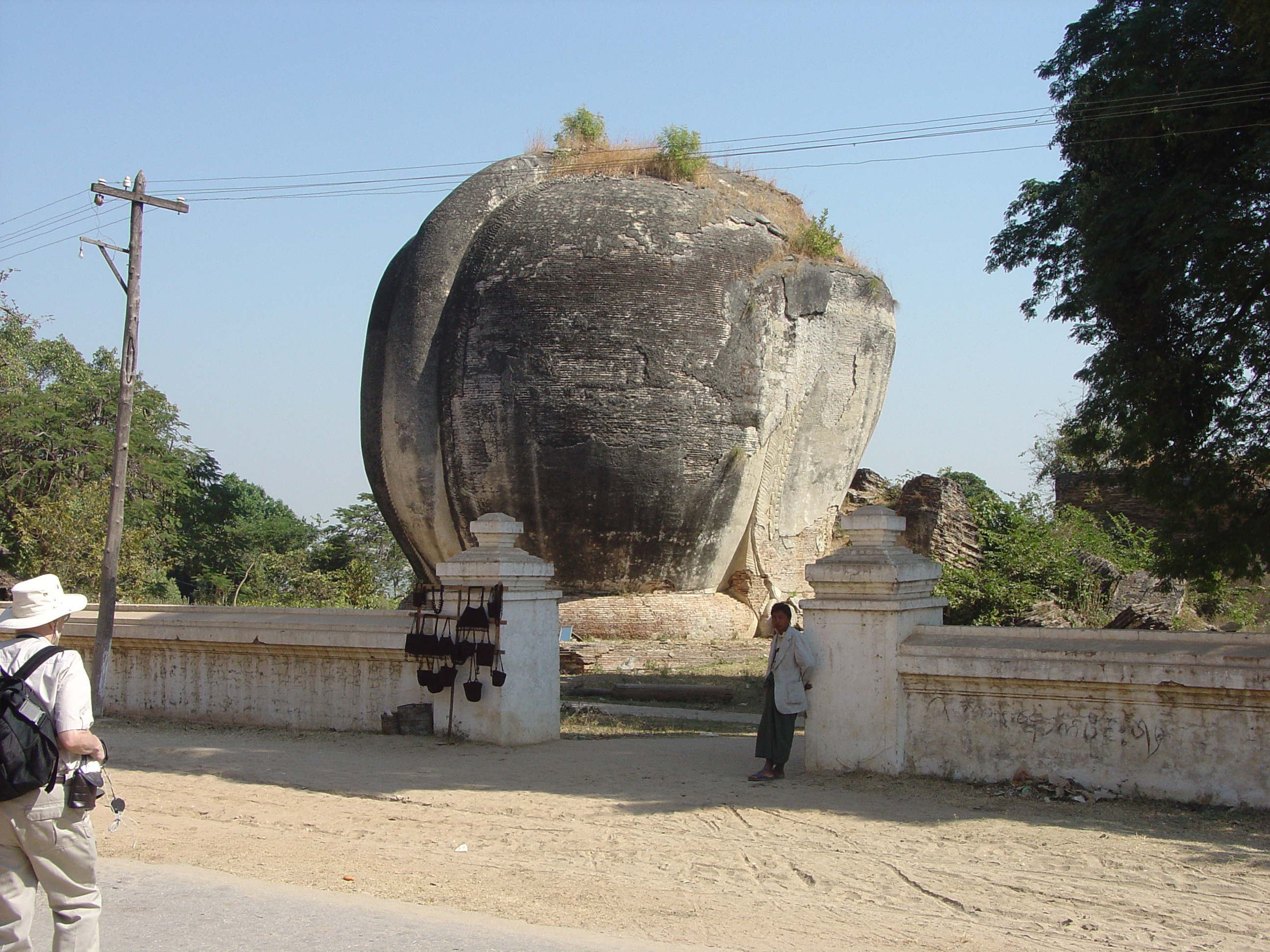
Pozostałość chinthe przed Pagodą
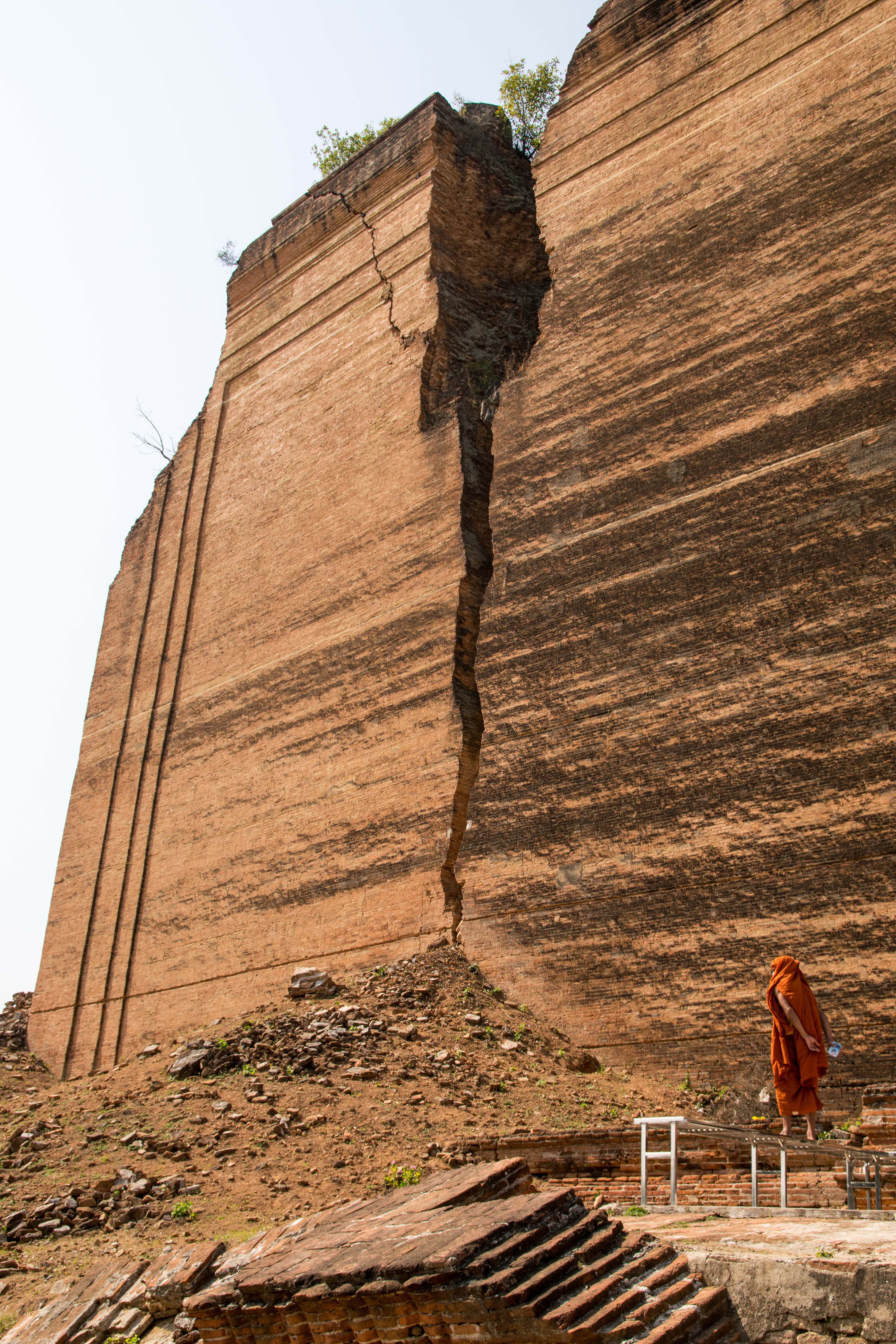
Jedno z pęknięć bryły Pagody
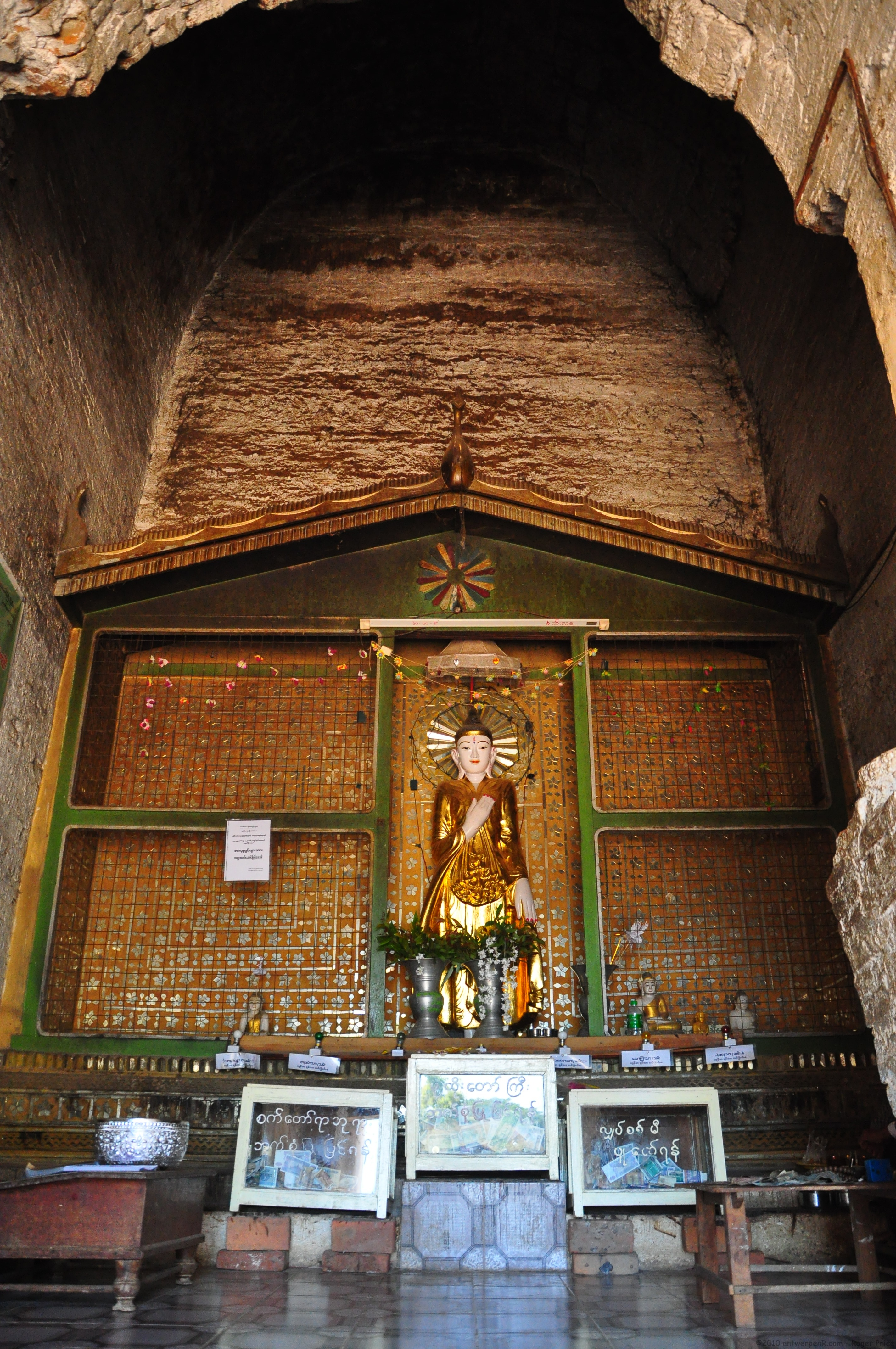
Wnętrze jedynej czynnej, wschodniej, sali w podstawie stupy
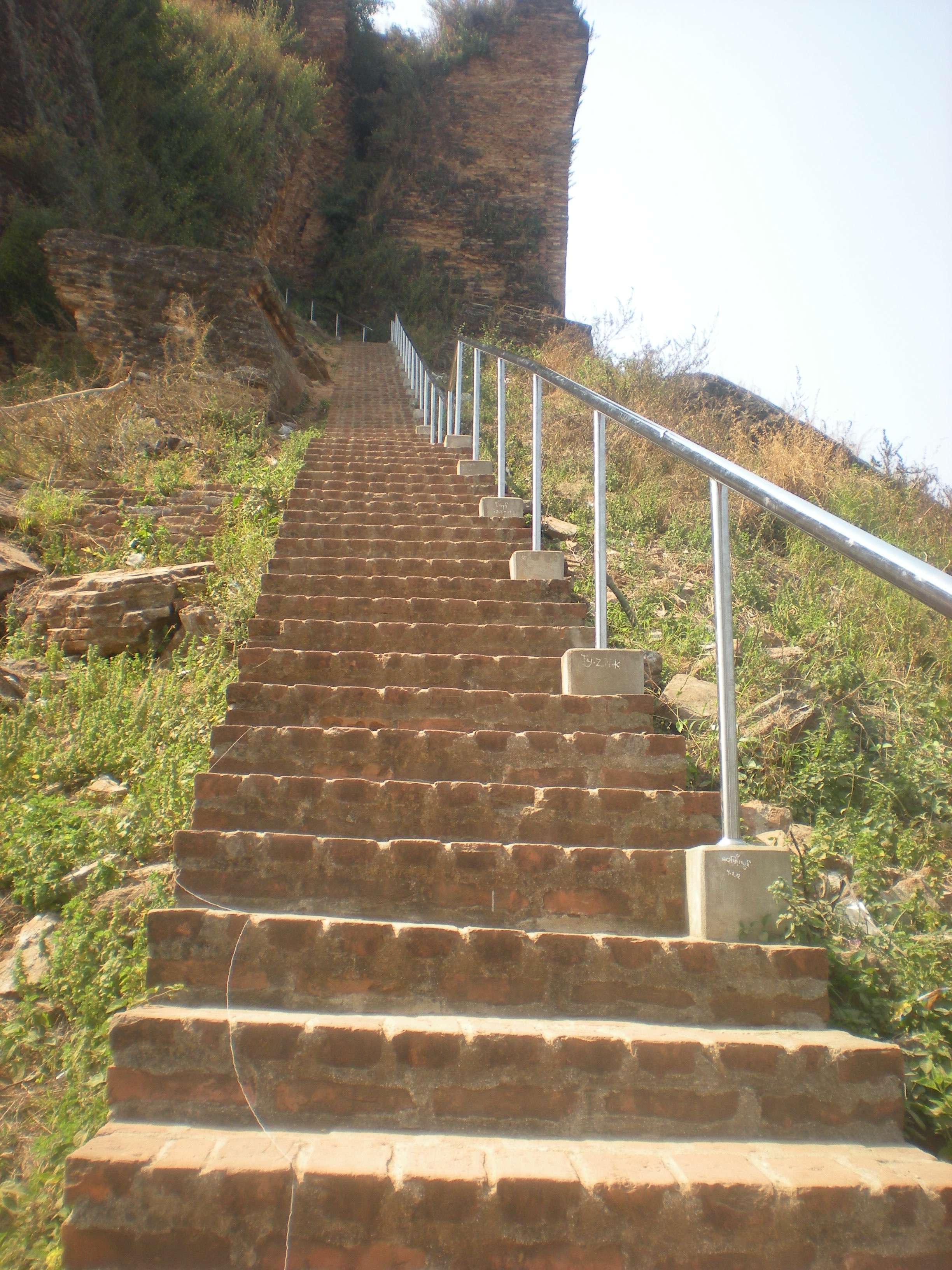
Wybudowane współcześnie schody prowadzące na szczyt budowli
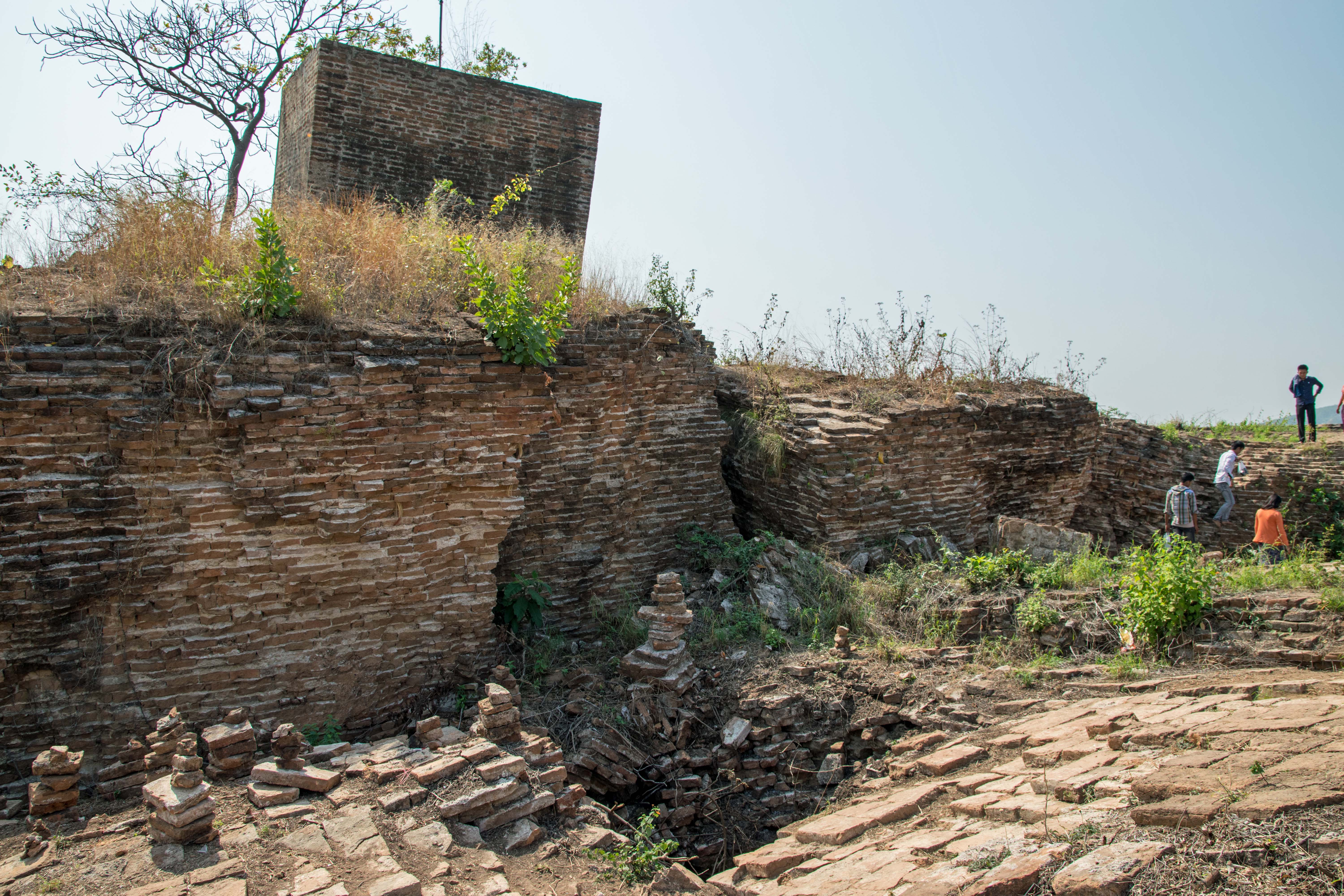
Na szczycie budowli; widoczny fragment ceglanego słupa